# 華中光電
湖北華中光電科技有限公司，簡稱華中光電，中國兵器裝備集團旗下公司。

## 历史
是在1966年成立，前身為湖北华中光电廠，到了2004年開始改股份制，改名為湖北華中光電科技有限公司，董事長為趙繼春。至於總部為湖北省孝感市。
其主要業務生產激光、微光、红外、电视、铸造、锻造、冲压、注塑、热处理、机械加工、光学冷加工、特种工艺、表面精饰、电子和光机装配及环境试验。

## 外部連結
- 湖北華中光電科技有限公司 （页面存档备份，存于）